# Землетрясение в Систане и Белуджистане (2010)
Землетрясение магнитудой 6,7 произошло 20 декабря 2010 года в 18:41:59 (UTC) в иранской провинции Систан и Белуджистан, в 111,4 км к юго-востоку от города Бам. В СМИ публиковались сведения о том, что эпицентр землетрясения находился в окрестностях города Хоссейнабад. Гипоцентр землетрясения располагался на глубине 12,0 километров. Интенсивность землетрясения достигла VIII по шкале Меркалли.
Землетрясение ощущалось в населённых пунктах Ирана: Бам, Ираншехр, Хаш, Захедан. Сообщения о подземных толчках поступали также из Объединённых Арабских Эмиратов: Дубая, Абу-Даби, Аджмана и из Дохи (Катар). В результате землетрясения были разрушены 3 деревни на востоке остана Керман. Сильнее всего пострадали 20 деревень в окрестностях города Фахрадж. По разным оценкам от 5 до 11 человек погибли, более 32 получили ранения. Пострадали жители деревень Чахканбар, Таксейфелдини (англ. Tak Seyfeldini), Саржериган (англ. Sarze Rigan). Возникли перебои с телефонной связью и подачей электроэнергии. Экономический ущерб составил более 19,26 млн долларов США.
Директор Красного Полумесяца Ирана сообщил о том, что некоторые пострадавшие деревни находятся в таких высокогорных районах, что даже с помощью вертолётов туда трудно доставить гуманитарную помощь. Некоторые дороги были заблокированы оползнями. В данном регионе даже умеренные землетрясения могут причинить большой ущерб, так как в основном дома здесь — глинобитные, не сейсмоустойчивые.